# Tokyo Hachioji Bee Trains
Il Tokyo Hachioji Bee Trains (東京八王子ビートレインズ) è una società cestistica avente sede ad Hachiōji, in Giappone. Fondata nel 2012, gioca in B.League.

## Storia
Il Tokyo Hachioji Bee Trains è una squadra di pallacanestro giapponese fondata ad Hachiōji nel 2012. Ha partecipato per una stagione in National Basketball Development League nel 2015. Attualmente gioca in B3 League, la terza serie del campionato giapponese di pallacanestro.

## Palmarès
- B3 League: 1

2017-18